# Otto Diedrich Richborn
Otto Diedrich Richborn (* 1674 in Hamburg; † 1729) war ein deutscher Orgelbauer.

## Leben
Biografisch ist nur wenig über Richborn bekannt. Er stammte aus Hamburg, wo er als Sohn des bekannten Orgelbaumeisters Joachim Richborn geboren wurde. Als er zehn Jahre alt war, starb sein Vater. Zwischen 1697 und 1700 war er Geselle von Arp Schnitger. Anschließend machte er sich selbstständig und führte als einziger Orgelbauer in Hamburg konsequent die Schnitger-Tradition fort. Er wohnte „Auf dem Sande“, wo seine Schwester im Jahr 1715 ihre Hochzeit feierte. Sein Bruder Johann Albert half in der Orgelwerkstatt und übernahm nach dem Tod Otto Diedrich dessen Haus.

## Werk
Neben verschiedenen Reparaturen ist nur ein größerer Orgelneubau nachweisbar, den Richborn in der St.-Pauli-Kirche (ehemals im Stadtteil St. Pauli, heute in Altona) ausführte. Diese Orgel musste erst 1932 einem Neubau nach den Vorstellungen Hans Henny Jahnns weichen. Eine erhaltene Entwurfszeichnung des Gehäuses der Richborn-Orgel zeigt, dass er bei Aufbau und äußerer Gestaltung der Orgel ganz Schnitgerschen Prinzipien folgte.
Während seiner Gesellenzeit bei Schnitger ist Richborn neben Christian Vater und Nicolai Gerdes beim Neubau in Oldenbrok 1697 als dessen Geselle nachweisbar und bei Reparaturarbeiten der Orgel der St. Lamberti in Oldenburg 1699/1700 neben dem Gesellen Johann Matthias Naumann. Richborn war auch an Schnitger Neubau der Orgel von St. Cyprian und Cornelius (Ganderkesee) beteiligt.
Im Jahr 1704 reparierte Richborn als mittlerweile selbstständiger Orgelbauer für Dieterich Buxtehude die große Orgel der Lübecker Marienkirche und lieferte drei neue Register, die nach Buxtehudes Urteil allerdings nur „zimblich wollgerathen“ waren und bereits im nächsten Jahr überholt werden mussten. 1712 und 1719 führte er in der Dreifaltigkeitskirche (Hamburg-Hamm) sowie 1720 in der Franziskanerkirche St. Maria Magdalena Reparaturen durch.
Ein Jahr nachdem sich Johann Sebastian Bach 1720 erfolglos um die Stelle in St. Jacobi beworben hatte, wurde auf Veranlassung des neuen Organisten Johann Joachim Heitmann am 16. September 1721 mit Meister „Reichborn“ ein detaillierter Vertrag über Pflegemaßnahmen und Reparaturen an der Schnitger-Orgel von St. Jacobi geschlossen. Ebenfalls 1721 stimmte Richborn die Orgel im Hamburger Heilig-Geist-Hospital einen halben Ton tiefer. Eine kleine Orgel mit acht Registern aus dem Jahr 1723 wurde nach La Orotava (Teneriffa) exportiert und 1990 von Bartelt Immer restauriert. Umfangreichere Reparaturen wurden 1727–1729 in St. Severini (Hamburg-Kirchwerder) ausgeführt und parallel 1727–1728 an der Orgel von St. Cosmae et Damiani (Stade). Jedoch veränderte Richborn nicht den Pfeifenbestand.

## Werkliste
| Jahr       | Ort                       | Gebäude                              | Bild | Manuale | Register | Bemerkungen |
| ---------- | ------------------------- | ------------------------------------ | ---- | ------- | -------- | --- |
| 1697       | Oldenbrok                 | Christuskirche                       |      | II/p    | 12       | Mitarbeit beim Neubau von Schnitger als dessen Geselle; 1752–1754 ersetzt                                                                |
| 1699       | St. Cyprian und Cornelius | Ganderkesee                          |      | II/p    | 16       | Mitarbeit beim Neubau von Schnitger als dessen Geselle; erhalten → Orgel von St. Cyprian und Cornelius (Ganderkesee)                     |
| 1699/1700  | Oldenburg (Oldb)          | St. Lamberti                         |      | III/P   | 35       | Mitarbeit als Geselle von Schnitger bei Reparaturen der Orgel von Hermann Kröger (1635–1642); 1800 ersetzt                               |
| 1704       | Lübeck                    | Marienkirche                         |      | III/P   | 35       | Reparatur der großen Orgel und Erweiterung um 3 Register; nicht erhalten                                                                 |
| 1712, 1719 | Hamburg-Hamm              | Dreifaltigkeitskirche (Hamburg-Hamm) |      | II/P    | 21       | Reparatur der Schnitger-Orgel (1694–1695); nicht erhalten                                                                                |
| 1720       | Hamburg                   | St. Maria Magdalena                  |      | II/P    | 23       | Reparatur der Orgel von Gottfried Fritzsche (1629–1630); nicht erhalten                                                                  |
| 1718–1721  | Hamburg-Altona-Altstadt   | St.-Pauli-Kirche                     |      | II/P    | 27       | Neubau der Orgel, der bis 1932 weitgehend erhalten blieb; möglicherweise Pfeifenmaterial in der Mennonitenkirche Friedrichstadt erhalten |
| 1721       | Hamburg                   | Hauptkirche Sankt Jacobi             |      | IV/P    | 59       | umfangreiche Reparaturen; Pfeifenbestand erhalten → Orgel der Hauptkirche Sankt Jacobi (Hamburg)                                         |
| 1721       | Hamburg                   | Heilig-Geist-Hospital                |      |         |          | Umstimmung der Orgel von Joachim Appeldohm (1640–1643); nicht erhalten                                                                   |
| 1723       | La Orotava, Teneriffa     | San Juan Bautista                    |      | I       | 8        | Neubau; erhalten |
| 1727–1728  | Stade                     | St. Cosmae et Damiani                |      | III/P   | 42       | umfangreiche Reaparturen der Orgel von Berendt Hus/Arp Schnitger (1669–1688); erhalten → Orgel von St. Cosmae et Damiani (Stade)         |
| 1727–1729  | Kirchwerder               | St. Severini                         |      | II      |          | umfangreiche Reaparturen der Orgel von Hinrich Speter (1641); einige Register erhalten                                                   |